# Overkill (personaje de Transformers)
Overkill es un personaje de ficción del universo de Transformers, él es un miembro de Los Decepticons del grupo de los microcassettes es un simbiótico de Soundwave, su modo normal es de un Tyrannosaurus Rex.

## Historia
A Diferencia de Laserbeak,  Buzzsaw,  Frenzy,  Ravage, Ratbat y Rumble, Overkill es uno de los radiocasetes más considerados en las batallas, puede destruir lo que sea con sus potentes mandíbulas, su primera aparición fue durante una batalla entre Los Autobots y Los  Decepticons en la luna, luego este es llamado por  Grimlock,  Sky Lynx, Tripticon, Los Predacons, entre otros por Primeacon formando un grupo de Animales ya que tuvieron que aliarse entre Autobots y Decepticons, llamándose así "Los Primitives" su misión era la de luchar contra un monstruo demasiado poderoso llamado Tornatron, al final dicho monstruo fue derrotado por Grimlock y así logró salvar el Universo.
El destino de Overkill aún se desconoce, quizás fue destruido junto con Soundwave cuando este estuvo con Scorponok en la última batalla entre Autobots y Decepticons en Cybertron.